# T-BACKS
T-BACKS（ティーバックス）はかつて活躍していた日本のセクシーアイドルグループ。

## 概要
その名の通り、Tバックのコスチュームを最大の売りとしてテレビや音楽、グラビア等で活動を展開したセクシーアイドルグループ。1991年結成。1992年にメンバーの一人が大麻取締法違反容疑で逮捕され脱退。代わりに紺野樹里が加入した。「Tバックじゃんけん」のコーナーが目玉だった『爆発!なべしま部屋』(日本テレビ) にレギュラー出演。1994年活動休止。
2005年に愛梨、荒木のぞみ、千葉実久のメンバー3人で復活した。しかし初代ほどの活動には恵まれず、2006年に荒木のぞみと千葉実久が脱退したことで、事実上の解散となった。

## メンバー

### オリジナル
- 鎗田直美：リーダー（愛称：ヤリヤリ）
- 千葉佳代子（現・千葉一二三 ）（愛称：千葉ちゃん）
- 佐藤恵子（愛称：サトケー）
- 菅沼いつみ
- 伊藤あさみ
- 紺野樹里（途中加入）

### 新メンバー
- 愛梨(Airi)
- 荒木のぞみ
- 千葉実久(Miku)

## CDシングル
- 燃えるブンブン c/w ファイト!一発!!サード・デート/ 燃えるブンブン [ オリジナル・カラオケ ] （1993年1月21日、日本コロムビア　CODA-118 ）* マギー・ミネンコのカバー、ジャパン・スーパークロスキャンペーンソング
- STAND UP! c/w　BODY TALK　/ STAND UP! [ オリジナル・カラオケ ] 　（1993年11月21日、日本コロムビア  CODA-274 ）
- T-BACKSのズンドコ節～お花見編～ c/w T-BACKSのズンドコ節～お花見編PartⅡ～　/ T-BACKSのズンドコ節～お花見編～[ オリジナル・カラオケ ]（1994年3月1日、日本コロムビア CODA-376 ）
- Cherry Girl c/w 悪魔☆と天使□ (2006/05/17、マジックアイランドレコード、MLCN-1026)

## ミニ・アルバム
- 燃えるブンブン T-BACKS ● FIRST MINI ALBUM　（1993年6月1日、日本コロムビア　COCA-10865 ）

　1. Touch Me : 挿入歌 / ブルーライト・ヨコハマ / あなたならどうする / 恋のハレルヤ / 愛の奇跡 
　2. 燃えるブンブン 
　3. やきもちやきルンバ♥ ボーイ 
　4. MAKING LOVE 
　5. ファイト!一発!!サード・デート 【COW TECHNO-MIX 】

## 写真集
- T‐バックス写真集 T-BACKS The First　（1992年12月、近代映画社 ） ISBN 4-7648-1705-5 　 C0076
- T‐バックス写真集　（1993年7月31日、青人社 ）雑誌　06756-07　 T1006756071805　（ ドリブ 7月臨時増刊 ）

## ビデオ
- T-BACKS  　SUPER VIDEO SHOCK　 Vol.1　（1993年1月10日、大洋図書 ）　ISBN 4-88672-301-2　C0876
- 燃えるブンブン　（1993年2月1日、日本コロムビア ）　COVA-4203　（ PV c/w ファイト!一発!! サード・デート ）
- ボンデージ　（1993年、ココナッツボーイ ）　JSVO52230  　　 T 4988  707  02230  2
- シャッフル　（1993年7月23日、ココナッツボーイ ） JSVO52234 　  ISBN 4-915866-17-3 　 C0876

## DVD
- T-BACKS Miku (2005年10月21日)(イーネットフロンティア) ASIN B000B63HQW
- T-BACKS Airi (2005年11月24日)(イーネットフロンティア) ASIN B000BKJLFE